# Маллардівська радіоастрономічна обсерваторія
Маллардівська радіоастрономічна обсерваторія (англ. Mullard Radio Astronomy Observatory) — обсерваторія у Великій Британії у складі Кембриджського університету. Вона розташована біля Кембриджа і містить ряд найбільших і найсучасніших радіотелескопів з синтезом апертури, включаючи Одномильний телескоп, Телескоп Райла і Arcminute Microkelvin Imager.

## Історія

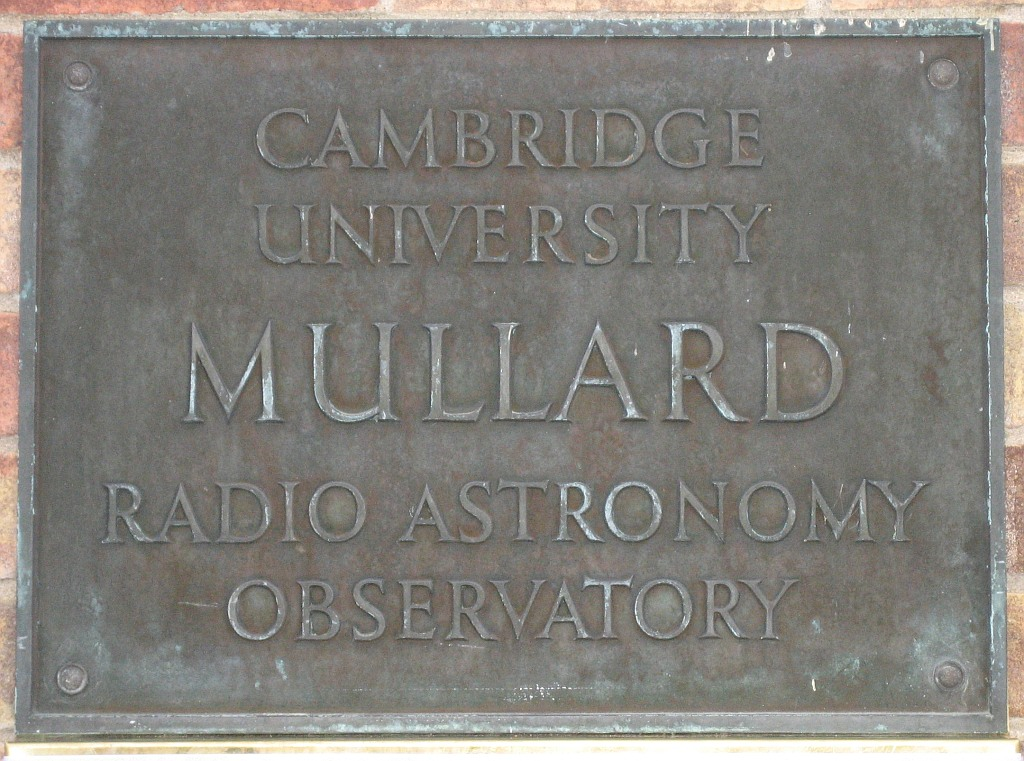
Табличка радіообсерваторії

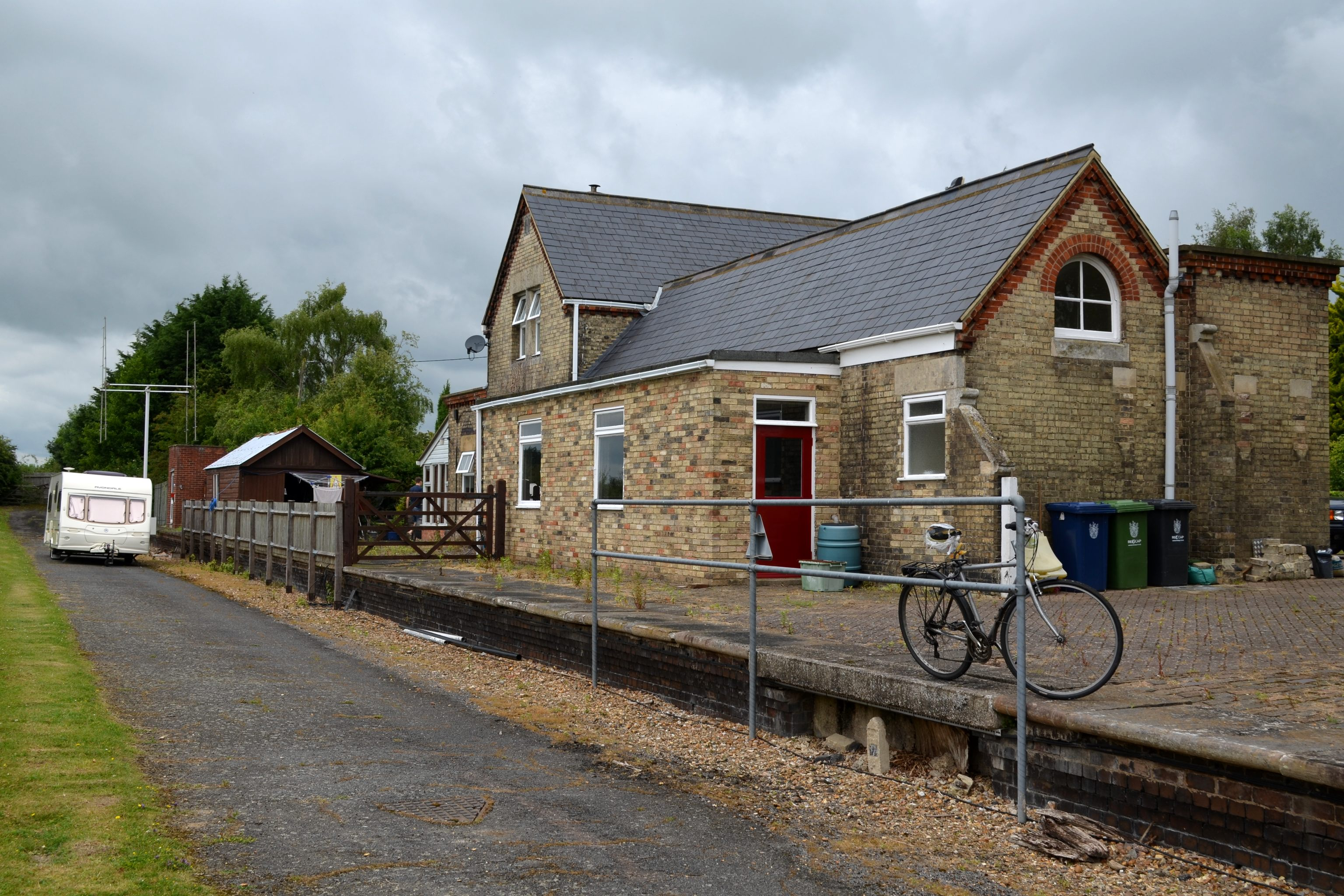
Аудиторія, колишня залізнична станція

Радіоінтерферометрія почалася розвиватися в Кембриджі в середині 1940-х років завдяки фінансуванню Науковою дослідницькою радою і корпоративним пожертвуванням у розмірі 100 000 фунтів стерлінгів від Mullard Limited, провідного комерційного виробника термоелектронних клапанів.
Будівництво Маллардівської радіоастрономічної обсерваторії розпочато в парку Лордс Брідж, за кілька кілометрів на захід від Кембриджа.
Обсерваторія була заснована під керівництвом Мартіна Райла з Кавендіської лабораторії Кембриджського університету, майбутнього нобелівського лауреата. Відкриття обсерваторії відбулось 25 липня 1957 року за участі нобелівського лауреата, фізика Едварда Епплтона. Наукова група, яка робила дослідження в радіообсерваторії, стала відома як Кавендіська астрофізична група.

## Місцезнаходження
Обсерваторія розташована за кілька кілометрів на південний захід від Кембриджа, в Гарлтоні, на колишньому складі боєприпасів, поруч із покинутою залізничною лінією Оксфорд-Кембридж.
Залізничний насип, що тягнеться протягом кількох кілометрів в напрямку схід-захід, був використаний для створення основної частини Радіотелескопа Райла і Кембриджського телескопа низькочастотного синтезу. Тому реконструйовану пізніше залізничну лінію між Оксфордом і Кембриджем довелось провести новим маршрутом.

## Таблиця телескопів

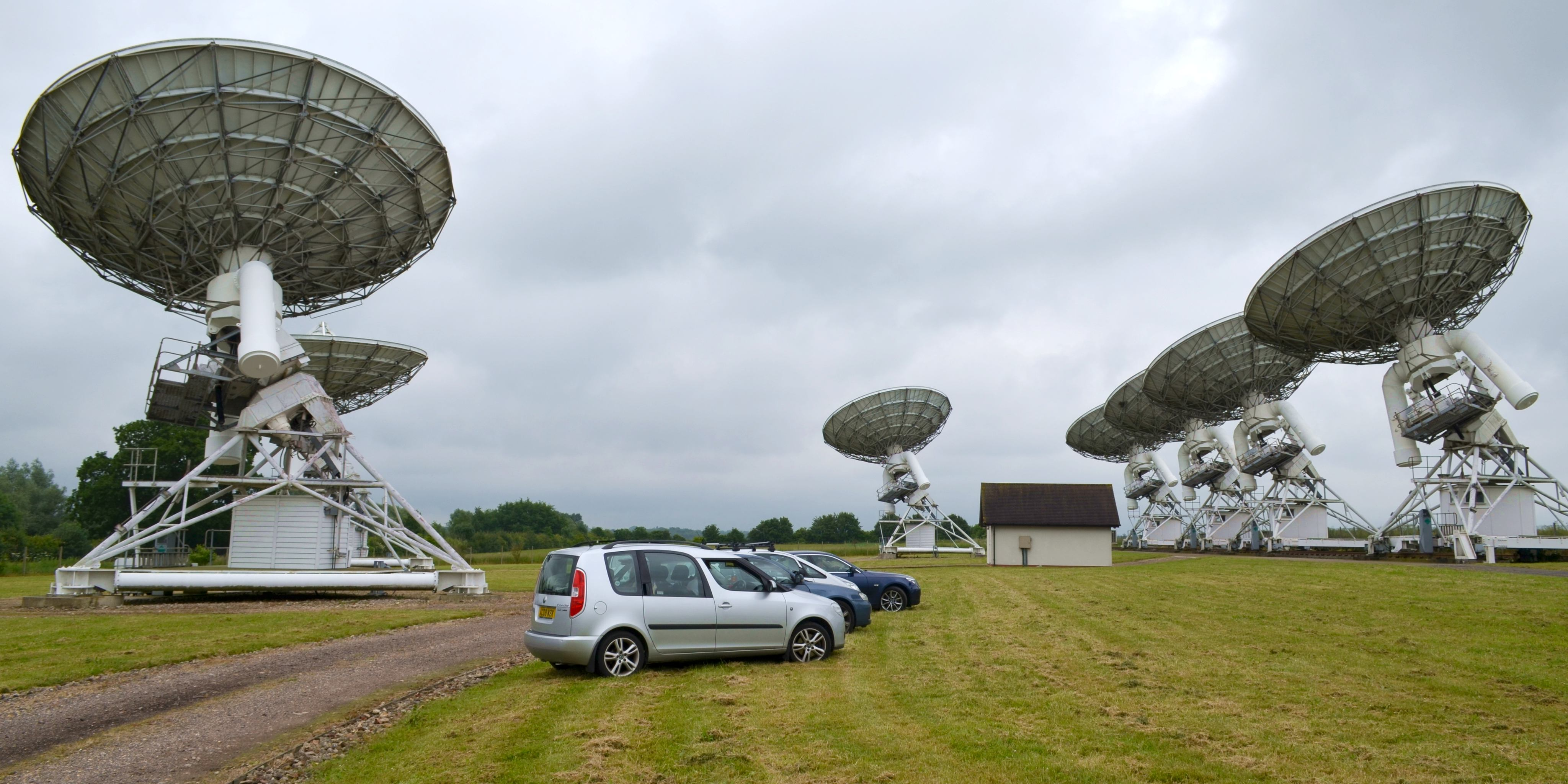
Велика решітка Arcminute Microkelvin Imager

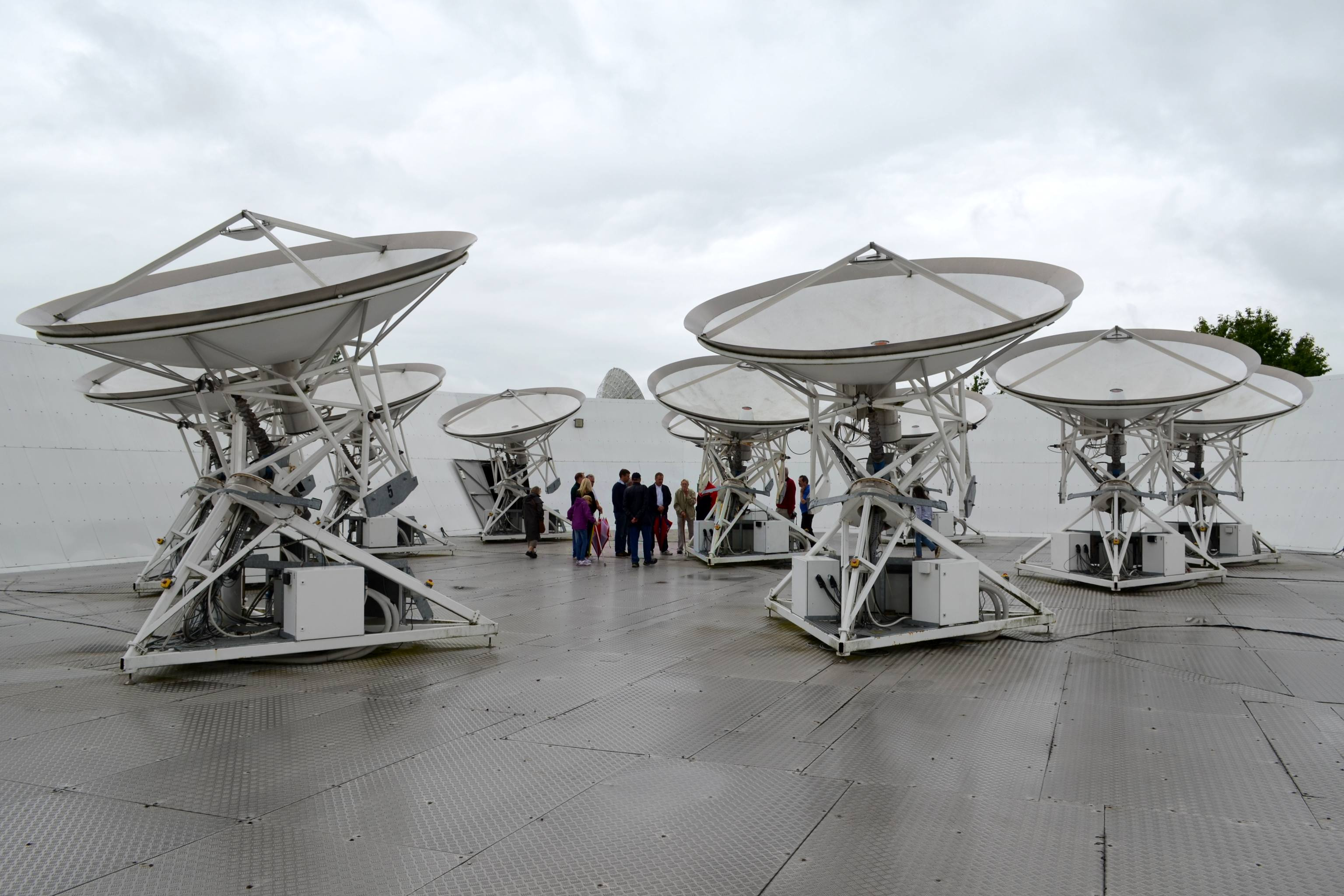
Мала решітка Arcminute Microkelvin Imager

| Телескоп                                        | Рік побудови | Статус                                                      |
| ----------------------------------------------- | ------------ | ----------------------------------------------------------- |
| Arcminute Microkelvin Imager, велика решітка    | 2007         | Активний                                                    |
| Arcminute Microkelvin Imager, мала решітка      | 2004         | Активний                                                    |
| Дуже малий масив                                | 1998         | Теренесений на Тенерифе в 1999                              |
| Телескоп космічної анізотропії                  | 1995         | Виведений з експлуатації                                    |
| COAST                                           | 1993         | Працює в ясні ночі                                          |
| Приймач з масиву e-MERLIN                       | 1990         | Активний                                                    |
| Кембриджський телескоп низькочастотного синтезу | 1980         | Виведений з експлуатації                                    |
| Телескоп Райла                                  | 1971         | Виведений з експлуатації (перепрофільований для AMI у 2006) |
| Півмильний телескоп                             | 1968         | Виведений з експлуатації                                    |
| Міжпланетна сцинтиляційна решітка               | 1967         | Виведений з експлуатації                                    |
| Одномильний телескоп                            | 1964         | Виведений з експлуатації                                    |
| Масив 4C                                        | 1958         | Виведений з експлуатації                                    |

## Активні телескопи

### Arcminute Microkelvin Imager

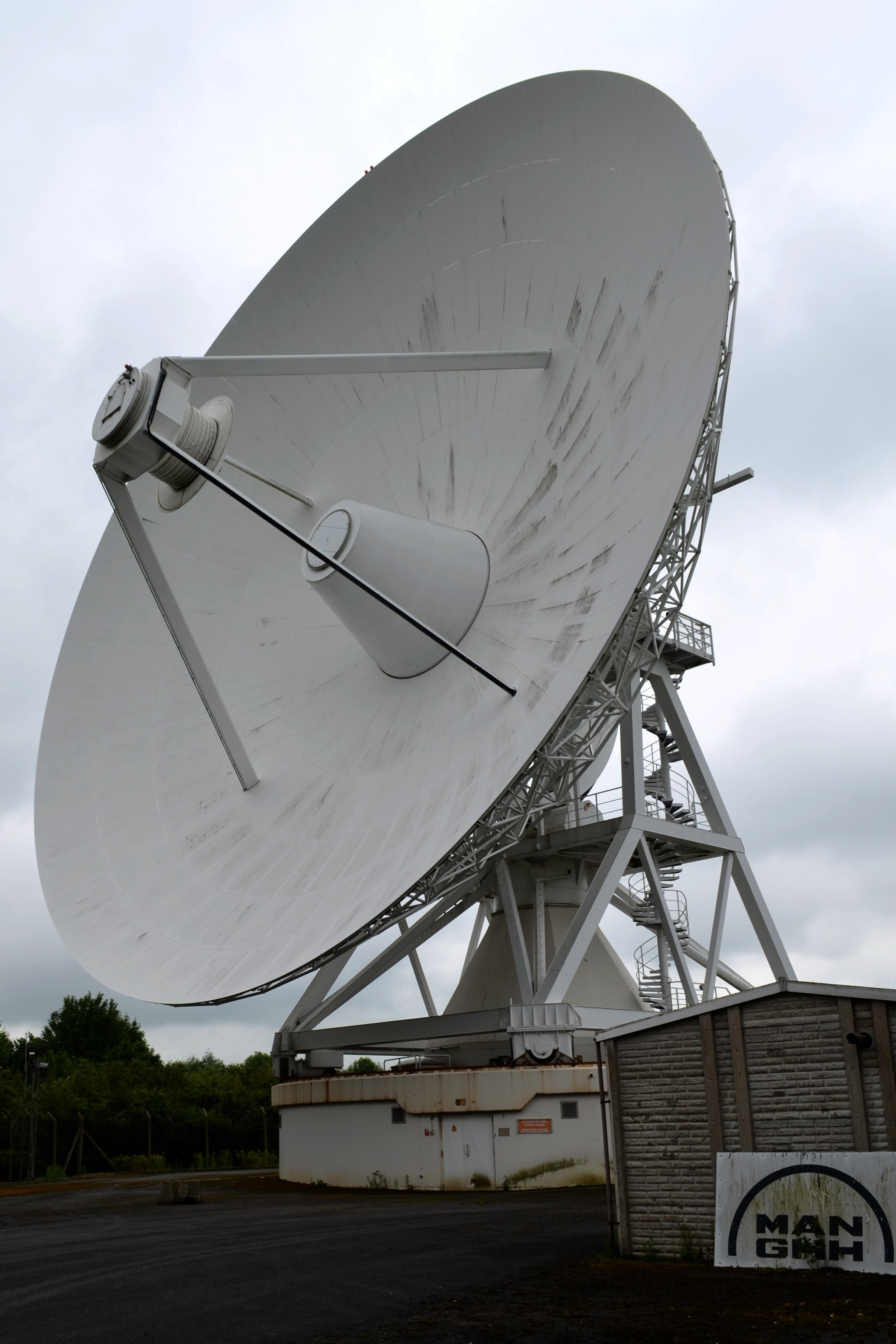
Антена інтерферометра e-MERLIN

Arcminute Microkelvin Imager — це радіоінтерферометр, який складається з пари радіотелескопів — великої і малої решіток, побудованих у 2007 та 2004 роках відповідно. Як слідує з назви, це прилад для зйомки неба на кутових масштабах порядку мінути дуги для вимірювання температур з точністю порядку мікрокельвіна. Він вивчає скупчення галактик шляхом спостереження вторинної анізотропії в реліктовому випромінюванні, що виникає внаслідок ефекту Сюняєва–Зельдовича.

### MERLIN
Ця 32-метрова антена є однією з 7 антен радіоінтерферометра MERLIN, розкиданих по всій Англії. Антена була додана до MERLIN в 1991 році, збільшивши як чутливість, так і роздільну здатність радіоінтерферометра.

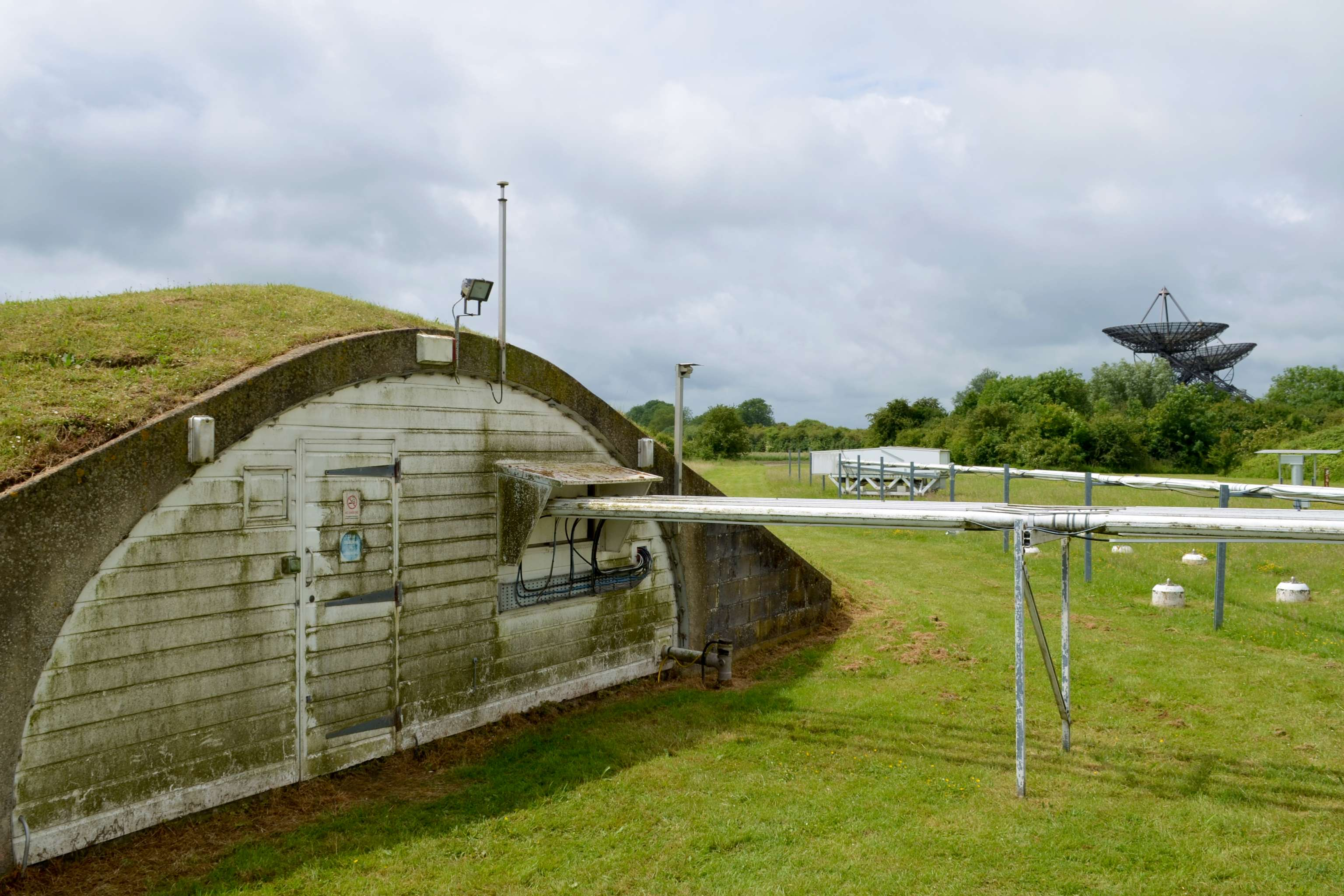
Телескоп COAST

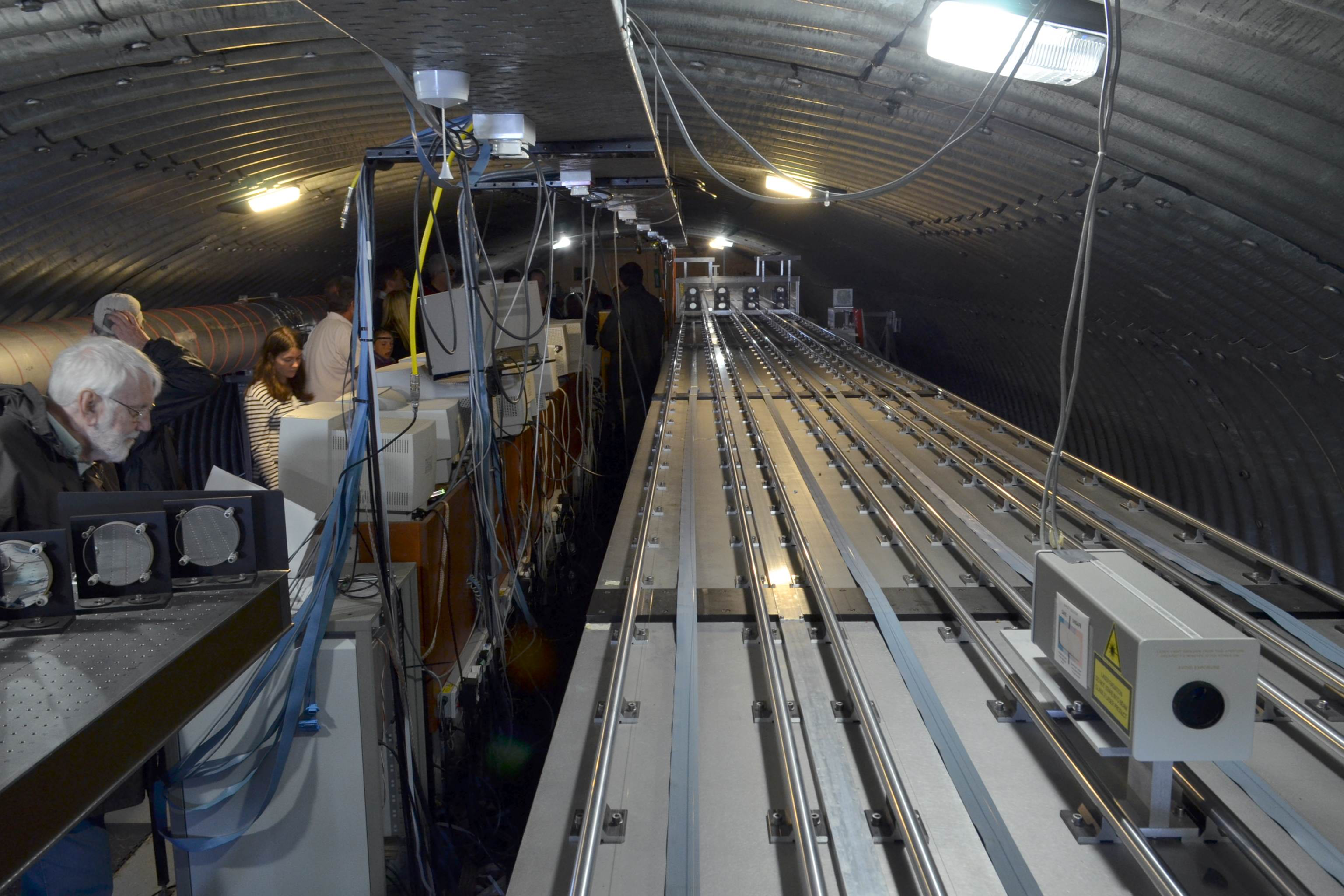
Бункер COAST

### COAST
COAST (англ. Cambridge Optical Aperture Synthesis Telescope, Кембріджський оптичний телескоп апертурного синтезу) на відміну від більшості інструментів Маллардівської обсерваторіє працює не в радіодіапазоні, а в оптичному. Це багатоелементний оптичний інтерферометр з базовими лініями до 100 метрів, який використовує апертурний синтез для спостереження за зорями з кутовою роздільною здатністю до однієї тисячної кутової секунди, однак здатний знімати лише яскраві зорі. Він був першим інтерферометром, який з високою роздільною здатністю отримав зображення поверхонь інших зір окрім Сонця (до цього за допомогою інтерферометрії з маскуванням апертури на телескопі Вільяма Гершеля вже знімали поверхні зір з низькою роздільною здатністю). Масив COAST був задуманий Джоном Болдуїном і побудований в 1993 році.

## Колишні телескопи

### Телескоп Райла
Складався з восьми 13-метрових параболічних антен, чотирьох нерухомих і чотирьох рухомих, розташованих уздовж лінії довжиною 4,8 км. Був відкритий в 1972 році і спочатку мав назву П'ятикілометровий масив. У 1989 році перейменований на честь британського піонера радіоастрономії і Нобелівського лауреата Мартіна Райла. Закритий у 2006 році, а його антени увійшли до складу великого масиву Arcminute Microkelvin Imager.

### Дуже малий масив
Був побудований 1998 року, а в 1999 році перенесений на Тенерифе, де працював у 2000-2008 роках для дослідження реліктового випромінювання.

### Телескоп космічної анізотропії

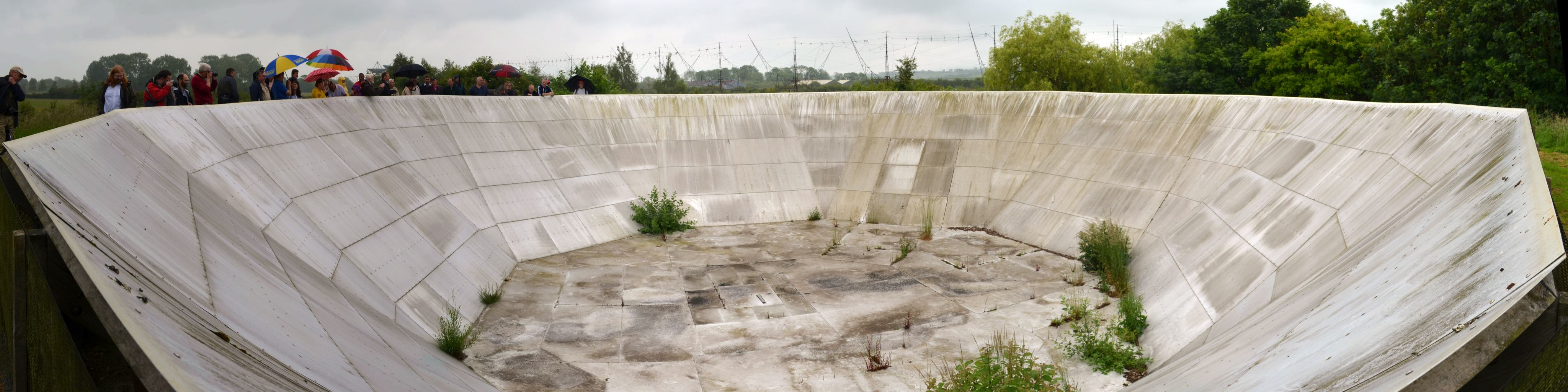
Телескоп космічної анізотропії

CAT (англ. Cosmic Anisotropy Telescope, Телескоп космічної анізотропії) був триелементним інтерферометром для спостережень реліктового випромінювання на частотах від 13 до 17 ГГц. Почав працювати в 1995 році, ставши першим приладом для вимірювання дрібномасштабної структури космічного мікрохвильового фону. Коли почав працювати більш чутливий Дуже малий масив, телескоп CAT було виведено з експлуатації під час урочистої церемонії.

### Кембриджський телескоп низькочастотного синтезу

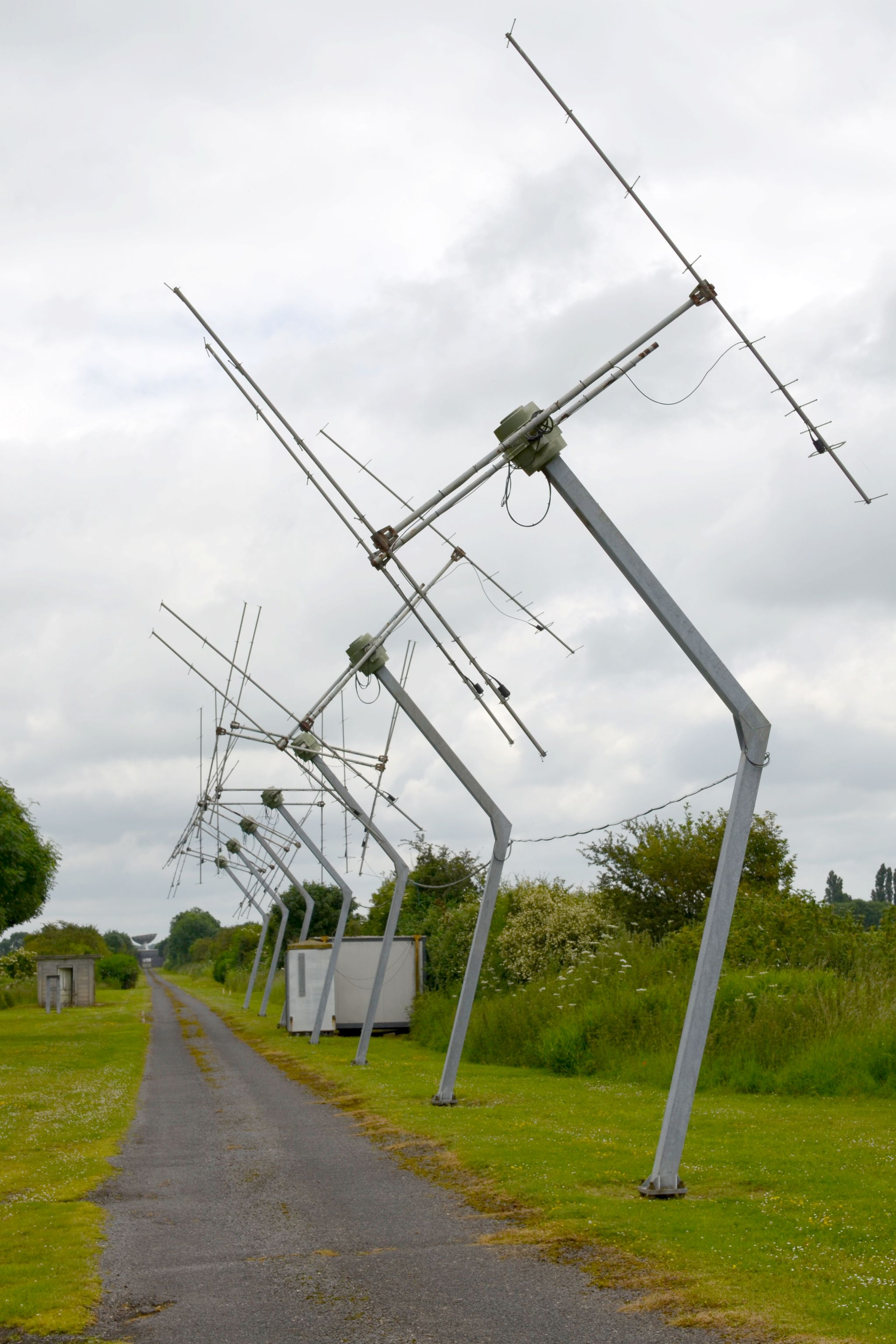
Уцілілі антени Телескопа низькочастотного синтезу

Кембриджський телескоп низькочастотного синтезу (англ. Cambridge Low-Frequency Synthesis Telescope, CLFST) — радіотелескоп апертурного синтезу, який простягається на 4.6 км зі сходу на захід та працює на частоті 151 МГц. Він складався з 60 антен Уда-Яґі, мав роздільну здатність 70 кутових секунд, чутливість від 30 до 50 мЯн/промінь і поле зору приблизно 9°×9°. Телескоп склав три астрономічні каталоги Північної півкулі: 6C на частоті 151 МГц, 7C на 151 МГц, 8C на 38 МГц. Працював з 1980 року, зараз виведений з експлуатації.

### Міжпланетна сцинтиляційна решітка
Міжпланетна сцинтиляційна решітка (англ. Interplanetary Scintillation Array) була побудована в 1967 році на площі 1,6 га. У 1978 році решітку було збільшено до площі 3,6 га, а в 1989 році відремонтовано. Ця фазована антенна решітка працювала на частоті 81,5 МГц (довжина хвилі 3,7 м) і складалась з 4096 дипольних антен. Співробітники обсерваторії використовували овець, щоб прибирати траву від антен, бо газонокосарка не могла маневрувати між антенами. Зараз радіотелескоп фактично виведений з експлуатації та втратив значну частину своєї території. Радіотелескоп розробив Ентоні Г'юїш для вимірювання високочастотних флуктуацій радіоджерел, зокрема для моніторингу міжпланетної мерехтіння, а в 1967 році його учениця Джоселін Белл відкрила на цьому телескопі перший пульсар.

### Півмильний телескоп
Півмильний телескоп (англ. Half-Mile Telescope) був побудований у 1968 році (перші 2 антени), а ще дві антени були додані в 1972 році. Дві його параболічні антени стаціонарні, а дві рухомі та мають спільну залізничну колію з Одномильним телескопом. Частота спостереження 1.4 ГГц (довжина хвилі 21 см), пропускна здатність 4 МГц. Використовувався для досліджень ліній водню найближчих галактик і створив перші якісні радіокарти розподілу водню за координатами та швидкостями для галактик M33 і M31. За результатами телескопа опубліковано 50 статей і захищено майже 20 дисертацій. Зараз виведений з експлуатації.

### Одномильний телескоп
Одномильний телескоп активно працював з 1964 року до 1980-х років і був одним з перших телескопів, які використовували техніку апертурного синтезу на основі обертання Землі. Телескоп складався з трьох 18-метрових параболічних антен — двох нерухомих і однієї рухомої. Мав рекордно високу роздільну здатність, першим з радіотелескопів перевершивши роздільну здатність людського ока. Використовувався для глибоких радіооглядів неба і картографування окремих радіоджерел. Зараз телескоп вже не працює як єдине ціле, але одна з його антен іноді використовується для студентських проєктів та радіоастрономами-аматорами.

### Масив 4C
Масив 4C (англ. 4C Array) — радіотелескоп 1958 року у формі параболічного циліндра довжиною 450 м і шириною 20 м. Був першим великим радіотелескопом з апертурним синтезом. Працював на частоті 178 МГц (довжина хвилі 1,7 м) і знайшов майже 5000 джерел для каталогу 4C, опублікованого в 1965 і 1966 роках, який суттєво просунув дослідження популяції радіогалактик у Всесвіті. Зараз телескоп не працює.
|                                                |
| Одномильний, Півмильний телескопи і решітка 4C |

|                          |
| Два Півмильних телескопи |

|                                             |
| Залишки Міжпланетної сцинтиляційної матриці |

|                    |
| Залишки решітки 4C |